# Bendlhatti, Sindhnur
Bendlhatti là một làng thuộc tehsil Sindhnur, huyện Raichur, bang Karnataka, Ấn Độ.